# Ботсвана на летних Олимпийских играх 2024

## Квалификация
| № п/п | Вид спорта      | Мужчины        | Мужчины                | Женщины        | Женщины                | Всего          | Всего                  |
| № п/п | Вид спорта      | Завоевано квот | Количество спортсменов | Завоевано квот | Количество спортсменов | Завоевано квот | Количество спортсменов |
| ----- | --------------- | -------------- | ---------------------- | -------------- | ---------------------- | -------------- | ---------------------- |
| 7     | Лёгкая атлетика | 7              | 5                      |                |                        | 7              | 5                      |
|       | ИТОГО           | 7              | 5                      |                |                        | 7              | 5                      |

## Медали
| Медаль | Спортсмен(ы) | Вид спорта | Дисциплина | Дата |
| ------ | ------------ | ---------- | ---------- | ---- |

| Вид спорта | 1 | 2 | 3 | Всего |

| Медали по датам | Медали по датам | Медали по датам | Медали по датам | Медали по датам | Медали по датам |
| --------------- | --------------- | --------------- | --------------- | --------------- | --------------- |
| Дата            | 1               | 2               | 3               | Всего           |                 |

## Состав команды
Лёгкая атлетика
1. Летсиле Тебого
2. Баяпо Ндори
3. Леунго Скотч[англ.]
4. Кетобогиле Хаингура[англ.]
5. Тсхеписо Масалеса[англ.]

## Легкая атлетика
Легкоатлеты Ботсваны выполнили нормативы для участия в Играх 2024 года, пройдя прямую квалификацию или по мировому рейтингу, в следующих соревнованиях (максимум по 3 спортсмена в каждом):
Беговые дисциплины
Мужчины
| Спортсмен           | Дисциплина | Забеги    | Забеги | Утеш. забеги | Утеш. забеги | Полуфиналы | Полуфиналы | Финал     | Финал |
| Спортсмен           | Дисциплина | Результат | Место  | Результат    | Место        | Результат  | Место      | Результат | Место |
| ------------------- | ---------- | --------- | ------ | ------------ | ------------ | ---------- | ---------- | --------- | ----- |
| Летсиле Тебого      | 100 м      |           |        |              |              |            |            |           |       |
| Летсиле Тебого      | 200 м      |           |        |              |              |            |            |           |       |
| Летсиле Тебого      | 400 м      |           |        |              |              |            |            |           |       |
| Баяпо Ндори         | 400 м      |           |        |              |              |            |            |           |       |
| Леунго Скотч        | 400 м      |           |        |              |              |            |            |           |       |
| Кетобогиле Хаингура | 800 м      |           |        |              |              |            |            |           |       |
| Тсхеписо Масалеса   | 800 м      |           |        |              |              |            |            |           |       |